# Wang Shimin

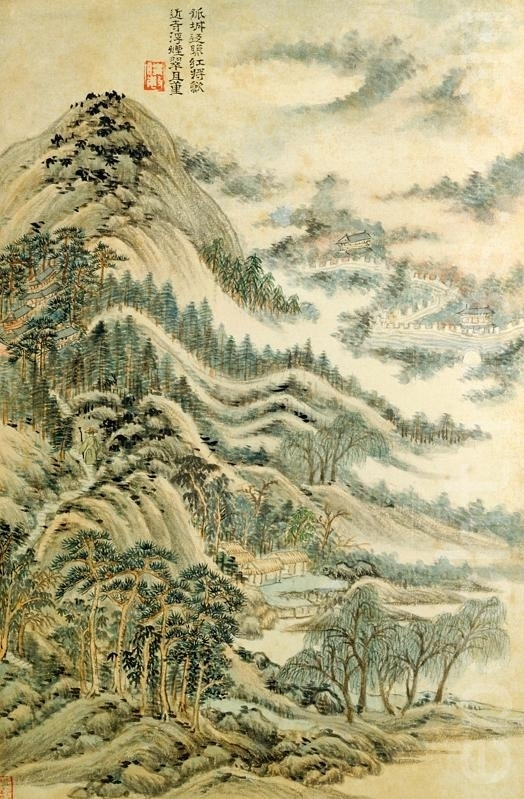
Schildering van gewassen inkt en kleur op papier uit 1666;
illustratie in album met gedichten van Du Fu (712–770)

Wang Shimin (traditioneel Chinees: 王時敏; 1592–1680) was een Chinees kunstschilder die actief was tijdens de late Ming-periode en de vroege Qing-periode. Zijn omgangsnaam was Xunzhi (遜之) en zijn artistieke namen Yanke (煙客) en Xilu Laoren (西廬老人).

## Biografie
Wang Shimin werd in 1592 geboren in Taicang, in de provincie Jiangsu. Zijn grootvader Wang Xijue was premier tijdens de late Ming-periode en zijn vader Wang Heng was werkzaam aan de Hanlin-academie van het keizerlijk hof. Wang Shimin groeide derhalve op in het artistieke milieu van de literati. Zijn familie bezat een grote collectie van werken van gerenommeerde kunstenaars.

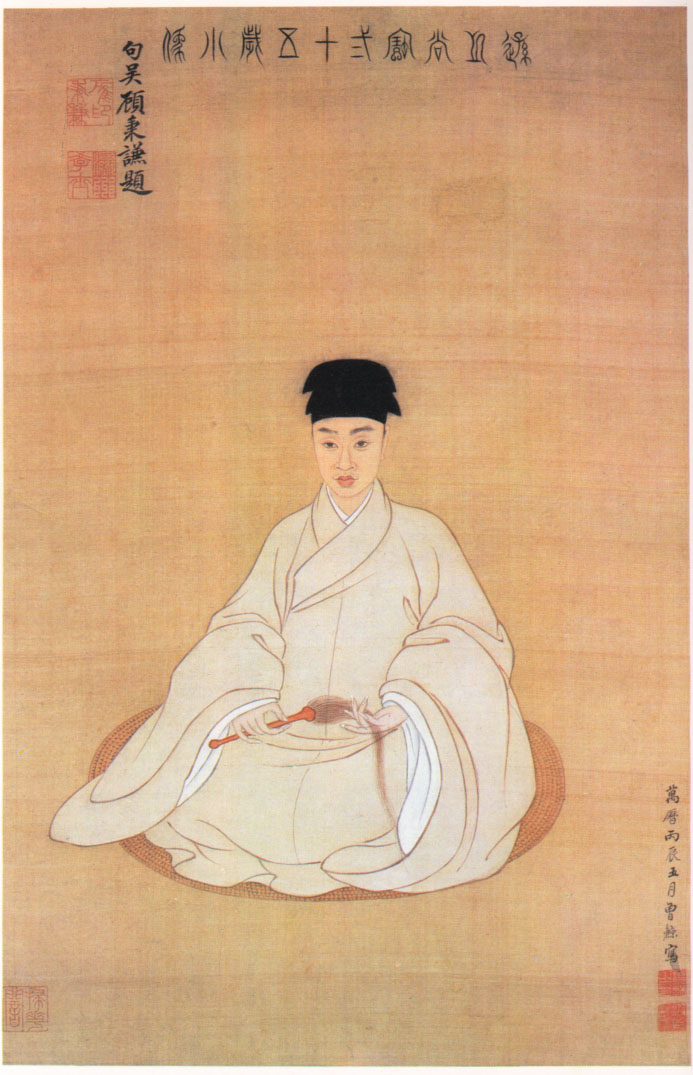
Wang Shimin op twintigjarige leeftijd, geschilderd door Zeng Jing (ca. 1564–1647)

Wang werd in de schilderkunst en kalligrafie onderwezen door de beroemde kunstschilder Dong Qichang (1555–1636). In 1614 ging Wang naar Peking en klom hier middels het keizerlijke examenstelsel op tot een belangrijke bestuurlijke ambtenaar. Toen hij in 1630 naar Nanking reisde, werd hij onderweg ziek. Hij gaf zijn bestuurlijke functie op en trok zich terug in de buitenwijken van Taicang. In deze periode verdiepte hij zich in de kunst en bekwaamde zich in het schilderen van shan shui-landschappen.

## Werken
De landschappen van Wang Shimin volgde de stijl van oude meesters als Huang Gongwang (1269–1354). Dankzij de kwaliteit van zijn werken werd Wang in de canon van de Zes Meesters van de vroege Qing-periode geplaatst. Deze kunstenaars worden beschouwd als de meest toonaangevende kunstschilders van de orthodoxe stroming binnen de Zuidelijke School van onafhankelijke literati. De overige vijf zijn Wang shimins kleinzoon Wang Yuanqi (1642–1715), de overige twee 'Wangs': Wang Jian (ca. 1598–1677) en Wang Hui (1632–1717), en verder Wu Li (ca. 1632–1718) en Yun Shouping (1633–1690).